# Elly Is Cinderella
 (mars 2023).
Si vous disposez d'ouvrages ou d'articles de référence ou si vous connaissez des sites web de qualité traitant du thème abordé ici, merci de compléter l'article en donnant les références utiles à sa vérifiabilité et en les liant à la section « Notes et références ».
Albums de Seo In-Young
Elly Is So Hot
(2007) Lov-Elly
(2010)
Elly Is Cinderella est le deuxième album de Seo In-Young, paru en 2008. Il est sorti le 23 juillet 2008  en Corée du Sud.

## Liste des chansons
| No | Titre                                    | Durée |
| -- | ---------------------------------------- | ----- |
| 1. | Cinderella                               | 03:14 |
| 2. | I Like It (Feat. Crown J)                | 03:30 |
| 3. | Too Much (Feat. Crown J)                 | 04:21 |
| 4. | Cinderella (Hip Hop Version)             | __    |
| 5. | I Like It (feat. Crown J) (Instrumental) | __    |
| 6. | Cinderella (Instrumental)                | __    |